# المسيحية في نيبال

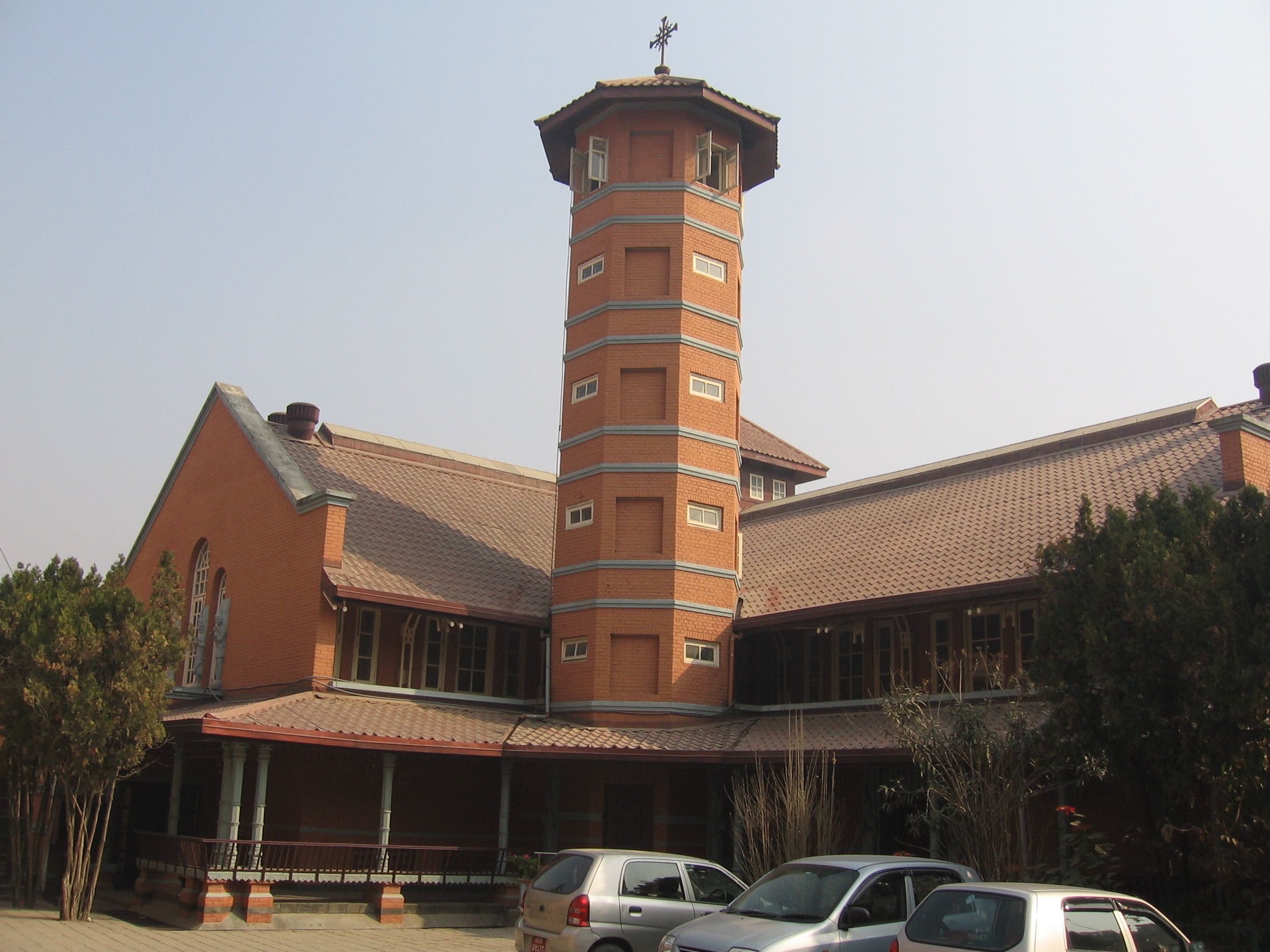
كاتدرائية الإنتقال الكاثوليكية في كاتماندو.

تُشكل المسيحية في نيبال أقليَّة دينيَّة، المسيحية وفقاً لتعداد السكان عام 2011، هي خامس أكبر الديانات الممارسة في نيبال، مع حوالي 375,699 تابع، أو 1.4% من مجمل السكان. ومع ذلك يزعم على نطاق واسع أن التعداد السكاني أنه لم يتم احتساب غير الهندوس بشكل منتظم في تعدادات نيبال، ويُقدر المراقبون أن هناك ما لا يقل عن مليون مسيحي نيبالي. وفقاً لتقرير من معهد غوردون كونويل اللاهوتي، تعد كنيسة نيبال البروتستانتية الكنيسة الأسرع نمواً في العالم. الغالبية العظمى من المسيحيين النيباليين هم من البروتستانت الإنجيليين؛ هناك أيضاً أعداد من السكان الكاثوليك والتي تقارب إلى حوالي 10,000.
تعود جذور تأسيس أول بعثة مسيحية إلى نيبال إلى عام 1715 من قبل الرهبان الكاثوليك الكبوشيين، الذين عملوا في وادي كاتماندو. وتم طرد الرهبان الكبوشيين بعد توحيد نيبال بين عام 1768 وعام 1769، وتم حظر الجماعات المسيحية رسمياً من البلاد للقرنين التاليين. بعد ثورة 1951 سُمح للمبشرين الأجانب بدخول نيبال لأداء الخدمة الاجتماعية، وحظر على التبشير وتحويل السكان المحليين. ولم تنمو الكنيسة النيبالية بسرعة إلا بعد إدخال الديمقراطية متعددة الأحزاب في عام 1990، وتخفيف القيود المفروضة على التحول الديني. كان نمو المسيحية موضوع مثير للجدل في نيبال، ويتعرض المسيحيين النيباليين للعنف المتقطع والاستبعاد الاجتماعي بشكل واسع النطاق. وكثيراً ما تدعي وسائل الإعلام النيبالية والخطاب السياسي أن المبشرين يقدمون حوافز مادية للتحويل الديني، ولكن تشير الأبحاث إلى أن معظم المسيحيين النيباليين تحول لأسباب أخرى وعن طريق المبشرين.
أدّت عملية كتابة الدستور في نيبال بين عام 2006 وعام 2015، واعلان عن البلاد عام 2007 كدولة علمانية، إلى تكثيف الجدل حول المسيحية. وقد أعاد دستور عام 2015 التأكيد على علمانية الدولة، ولكنه منع أيضاً التبشير و «إزعاج دين الآخرين». وفي عام 2017، أقر البرلمان النيبالي مشروع قانون يحظر «إيذاء المشاعر الدينية لأي طائفة أو جماعة عرقية أو فئة من خلال الكتابة، أو عن طريق الشكل أو الرمز أو بأي طريقة أخرى».

## تاريخ

### الأصول
يعود الحضور المسيحي الأول في نيبال مع إدراج البلاد ضمن أبرشية فونشال البرتغاليَّة، وفي عام 1533 مع ضمها كجزء من أبرشية غوا. السجل الأول من الزيارة التي قامت بها بعثة تبشيرية مسيحية في نيبال تعود إلى عام 1628، حيث قام الملك مالا بلقاء الراهب والمبشر البرتغالي اليسوعي خوان كابرال وقد كرمه الملك وسمح له في التبشير في المملكة النيباليَّة. وتم منح الرهبان الكاثوليك الكبوشيين الإذن بالإقامة في وادي كاتماندو في عام 1715. وقد عمل الرهبان الكبوشيين في جميع أنحاء الدول المدينة الثلاث الواقعة في وادي كاتماندو، وفي النهاية أقاموا بقاعدتهم الرئيسية في بهاكتابور، حيث استقروا هناك في عام 1740. ولقد تفاجأ الكبوشيين بالترحيب الحار الذي قدمه لهم راناجيت مال املك باكتابور، والذي كتب عنه «احتضننا جميعاً بمودة وعاملونا بألفة كبيرة وثقة. جعلنا نجلس في جانبه وأبقينا لأكثر من ساعة». وركز المبشرون أنشطتهم على البلاط الملكي، وقاموا بتأليف أطروحة عن عقيدة التوحيد للملك. وعلى الرغم من أنه لم يتحوَّل للمسيحية، عرض الملك على الرهبان تحول بعض من رعاياه للمسيحية بدلاً منه. رفض الرهبان الكبوشيين هذا العرض، وعلى الرغم من أنهم نجحوا في تحول عدد قليل من المتحولين المحليين طوعياً، وتم إنهاء مهمتهم التبشيريَّة في عام 1769 بعدما قام بريتفي نارايان شاه وحاكم غورخا، بغزو وادي كاتماندو وطرد جميع المسيحيين من مملكته الجديدة.

### العصور الحديثة

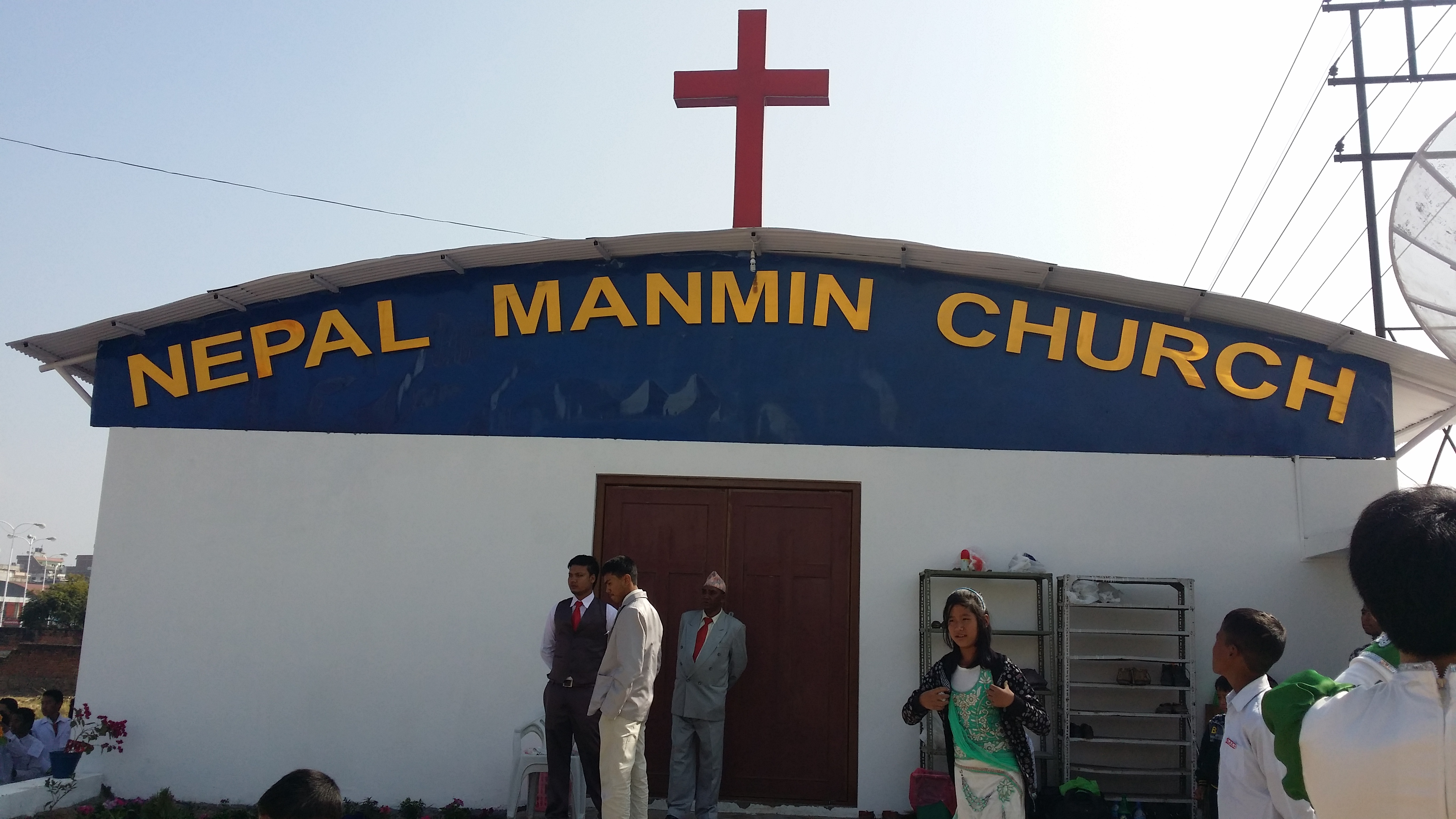
مسيحيون نيباليون أمام كنيسة مانمين الإنجيلية.

في القرن التاسع العشرين عمل المبشر الإسكتلندي دارجيلنغ على ترجمات الكتاب المقدس إلى اللغة النيبالية، والتي تم الانتهاء من ترجمتها في عام 1932. وبدأ المبشرين في العودة لدخول نيبال في وقت مبكر من العام 1950، وعمل المبشرين في التحفيز على التنمية والتعليم والعمل في إطار الخدمات الاجتماعية مثل الرعاية الصحية. وبينما كانت نيبال دولة هندوسية رسميًا، وكان التحول الديني محظور فيها، والتبشير بهدف التحول أعتبر عملًا غير قانوني قامت عدد من المنظمات المسيحية والتي دخلت نيبال، بما في ذلك الكنيسة الرومانية الكاثوليكية وبعثة المسكونية إلى نيبال، بإتباع فلسفة جديدة تشهد بالقدوة وليس التبشير. بعض المدارس والمستشفيات المسيحية والتي أسسها هذه الجماعات، مثل مدرسة سانت كزافييه، ومستشفى باتان ومستشفى تانسين، تلقى بتقدير كبير لجودتها. وحتى عام 1951 كانت النيبال مغلقة تماماً أمام المسيحيين، على الرغم من أن أعدادا صغيرة من المبشرين النيباليين الإنجيليين من الهند تمكنوا من عبور الحدود بشكل خفي. وأكثرهم شهرة هو غانغا براساد برادهان (1851-1932)، وهو من شعب النيوار الذي تربى في دارجلينغ الذي عُرف باسم القس الأول النيبالي. وتحول برادهان إلى المسيحية أثناء الدراسة في مدرسة كانت تديرها كنيسة اسكتلندا في دارجلينغ. بعد أربعين عاماً من عمله الإرسالي بين الجماعات الناطقة باللغة النيبالية في شمال الهند، وركز أساساً على ترجمة الكتاب المقدس والمواد الإنجيلية الأخرى إلى اللغة النيبالية، في عام 1914 قرر العودة مع عائلته إلى كاتماندو لإقامة مجتمع مسيحي في نيبال. وخلال رحلة مع مجموعة مشكلة من حوالي أربعين شخصاً، اكتشفت السلطات النيبالية عن عمل برادهان وزملائه بعد وقت قصير من وصولهم إلى كاتماندو. وقد صدرت تعليمات تطالبهم بالرحيل، حيث قالوا لهم «ليس هناك مجال للمسيحيين في نيبال».
وقد ازدادت أعداد المسيحيين البروتستانت إلى نيبال في المقام الأول من خلال النيباليين الذين كانوا يعيشون خارج نيبال أثناء وقبل قيام نظام رنا. بعد انهيار الحكم في نيبال في عام 1950، وصل المسيحيين الذين يعيشون في الهند النيبالية البلاد جنبًا إلى جنب بعض المبشرين الغربيين. بعد الإطاحة بنظام سلالة رنا في عام 1951، فتح الملك تريبهوفان حدود نيبال وناشد العالم الخارجي للمساعدة في تنمية نيبال. وقد ردت عدد من الجماعات التبشيريَّة المسيحيَّة على هذه الدعوة. وكانت أكبر منظمة تبشيريَّة هي البعثة المتحدة لنيبال، والتي تأسست في عام 1954 كمسعى تعاوني بين ثماني طوائف بروتستانتية. وكانت المشاريع الأولى للبعثة هي تأسيس المرافق الطبيَّة في تانسن في غرب نيبال وفي وادي كاتماندو بالقرب من بهاكتابور؛ وسرعان ما توسع العمل ليشمل التنمية الريفية والتعليم والهندسة وتأسيس المستشفيات الأخرى. وبحلول عام 1990 تضمنت الشبكة تسعة وثلاثين عضو في البعثة وحوالي 420 مبشر أجنبي وأكثر من 2,000 من الموظفين النيباليين. ونتيجة لقرار صدر عام 2002 بتسليم معظم المشاريع الكبرى إلى السيطرة المحلية، عامت مشاريع البعثة المتحدة لنيبال من القرار. وقد تم تحديد عمل البعثة المتحدة لنيبال بسلسلة من الإتفاقات لمدة خمس سنوات مع حكومة نيبال، والتي حظرت بوضوح التبشير.

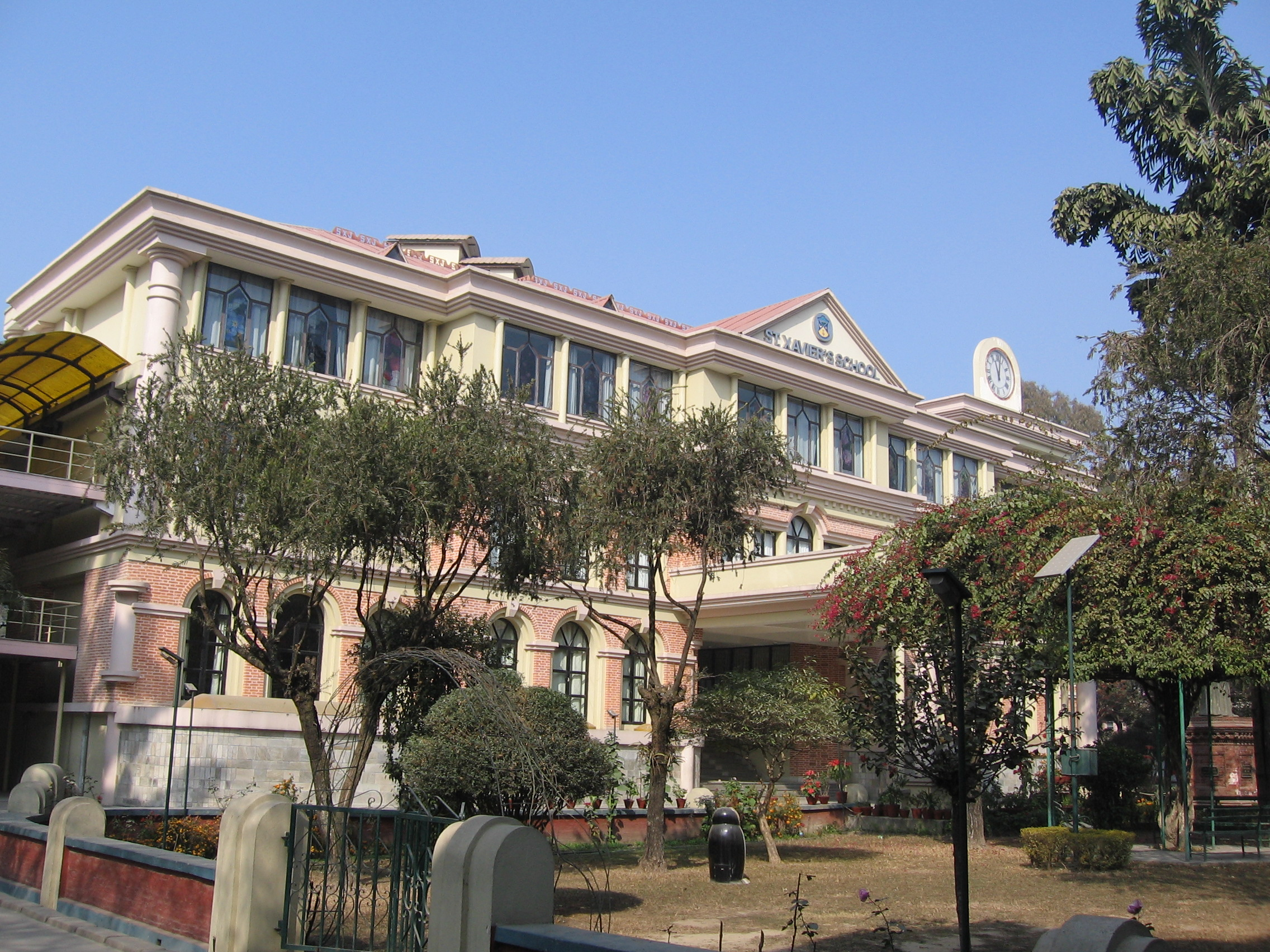
مدرسة القديس كسفاريوس الكاثوليكية والتي يديرها الرهبان اليسوعيين.

كانت الفرقة الإنجيلية النيبالية المنظمة التبشيرية البروتستانتية الرئيسية الأخرى التي دخلت نيبال بعد عام 1951. والتي تأسست في عام 1943 من قبل الطبيبة ليلي أوهالون، وعملت مع المتحولين النيباليين عرقياً القاطنين في شمال الهند خلال عقد 1940. وفي عام 1952 تم منح أوهانلون وزملائها الإذن للقيام بالعمل الطبي في بوخارا؛ وأنشأت «المستشفى الساطع»، الذي أصبح معروفاً بجودة العلاج، وفي عام 1957 افتتحت 'المراعي الخضراء' وهو مستشفى لعلاج مرضى الجذام. ومن ثم تغير اسم الفرقة الإنجيلية النيبالية إلى الزمالة الدولية للنيبال، وقامت الزمالة بتوسيع نطاق عملها لتشمل مجموعة من أنشطة العدالة الطبية والاجتماعية. وأصبح لديها حالياً حوالي 300 موظف وتعمل حالياً وفقاً لإتفاقيات مع الحكومة. وخلافاً لما حدث في الهند وغيرها من البلدان التي استعمرت من قبل الإمبراطوريات الأوروبية، أنشئت الكنيسة البروتستانتية في نيبال تحت قيادة السكان الأصليين، مع وجود خط واضح للفصل بين الكنيسة والمنظمات التبشيرية. وأنشأ ديفيد موخيا وزوجته بريمي، وهما زوجان من المسيحيين النيباليين من الهند، كنيسة رام غات في بوخارا في عام 1952، والتي تعرف عموماً باسم أول كنيسة في نيبال. وأنشأ تير باهادور ديوان وزوجته راتان زمالة تبشيرية في باكتابور في عام 1954. في عام 1957 أنشأت مجموعة من المسيحيين النيباليين من كاليمبونغ، بقيادة روبرت كارثاك إلى جانب غياني شاه وإليزابيث فرانكلين، زمالة في كاتماندو، والتي عرفت فيما بعد باسم نيبال إيساي مندلي، لتصبح في نهاية المطاف واحدة من أكبر الكنائس في نيبال. ومنذ عقد 1960 واجه المسيحيون مشاكل قانونية متزايدة، مع تقديم الملاحقات القضائية للتبشير والتحويل.
زادت الأنشطة التبشيرية بقصد تحويل النيباليين إلى المسيحية مع ظهور الديمقراطية، وعلى وجه الخصوص، بعد الإعلان عن نيبال كدولة علمانية في عام 2008. وأصبح عيد الميلاد عطلة رسمية من الحكومة. ومع ذلك أدَّى النمو السريع للمسيحية وصعود المشاعر القومية منذ إعلان العلمانية إلى زيادة الدعوة إلى فرض قيود أكثر تشدداً على النشاط المسيحي، مما دفع السلطات في السنوات الأخيرة إلى تنفيذ قوانين مكافحة التبشير بشكل أكثر قوة. وقد ذُكر أن مسؤولي الحكومة والشرطة المحليين قد بدأوا في تفسير الحظر الدستوري على التبشير ليشمل التبشير الطوعي وقد جلبوا عدداً من القضايا القانونية ضد المسيحيين على هذا الأساس. ومن المحتمل أن يؤدي قانون مكافحة التحول الديني لعام 2017 إلى زيادة في الملاحقات القضائية. بحلول عام 2011 ظهر المجتمع الصغير والمتزايد من المسيحيين كمجموعة ضغط سياسية، مطالبين الحكومة بمنحهم أراضي لمقابرهم. وقد وقعت حوادث متفرقة من العنف ضد المسيحيين في نيبال، خلال الحرب الأهلية النيبالية في الفترة من عام 1996 إلى عام 2006، وتعرضت الكنائس في المناطق التي يسيطر عليها الماويون للمضايقات والابتزاز بشكل روتيني، وكانت هناك حوادث قتل أو اختطاف للقساوسة المسيحيين في المناطق الريفية. وفي مايو من عام 2009، انفجرت قنبلة في الكاتدرائية الكاثوليكية في كاتماندو، مما أسفر عن مقتل شخصين وإصابة ثلاثة عشرة آخرين. وتعتقد أن الجماعة المسؤولة عن العمل هي جيش الدفاع النيبالي، وهو جماعة هندوسية قومية هندية. وفي سبتمبر من عام 2015 قصفت ثلاث كنائس البروتستانتية في منطقة جابا، من قبل القوميين الهندوس. وقد أعرب القادة المسيحيون عن قلقهم من أن «اللغة التحريضية» للقادة القوميين الهندوس في وسائل الإعلام، متهمة المسيحيين بإغراء الناس بالتحول للمسيحية عن طريق المل، قد تشجع التحيز والعنف ضد المسيحيين. بعد عشر سنوات من العمل التبشيري واسع النطاق، وجد تعداد 2011 أن نسبة المسيحيين أضحت حوالي 1.4% من مجمل سكان نيبال.

## ديموغرافيا
| سنة  | المسيحيون المُعمدون |
| ---- | ------------------ |
| 1966 | 100                |
| 1973 | 500                |
| 1977 | 1,400              |
| 1980 | 7,000              |
| 1982 | 10,000             |
| 1985 | 25,000             |
| 1990 | 50,000             |
| 1992 | 75,000             |
| 1998 | 300,000            |
| 1999 | 375,699            |

## الطوائف المسيحية

### البروتستانتية

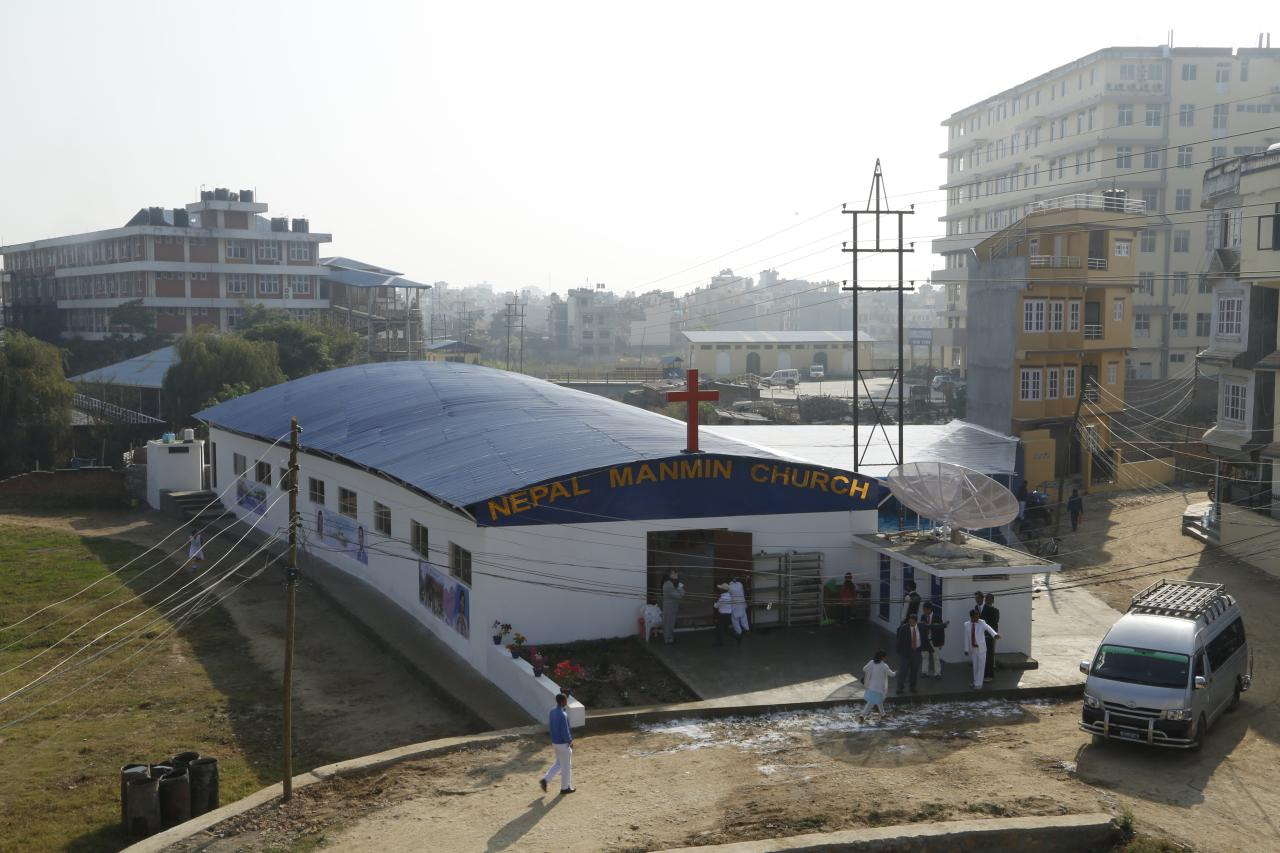
كنيسة مانمين الإنجيلية.

بعد إدخال الديمقراطية المتعددة الأحزاب إلى نيبال في عام 1990، صدر دستور جديد احتفظ بفرض حظر على التبشير ولكنه ألغى الحظر المفروض على التحول الديني. هذا جنباً إلى جنب مع تخفيف عام للقيود الحكومية على النشاط الديني، أدت التغيرات السريعة في المواقف الاجتماعية تجاه الطبقة ونوع الجنس، والخلع المرتبط بالعولمة الرأسمالية والحرب الأهلية النيبالية، إلى خلق الظروف المؤدية إلى النمو السريع للبروتستانتية النيبالية بعد عام 1990. وشهد عام 2000 تسارعاً في نمو البروتستانت؛ وكان هناك على الأرجح أكثر من مليون مسيحي مُعمَّد موجود في نيبال في أوائل عقد 2010. ووجد تقرير يعود إلى عام 2013 من قبل معهد غوردون كونويل اللاهوتي أنَّ كنيسة نيبال كانت الأسرع نمواً في العالم، حيث بلغ معدل النمو السنوي 10.9% منذ عام 1970. الكنيسة النيبالية المعاصرة هي خمسينية في التوجه إلى حد كبير، وقد أظهر الباحثين أن الشفاء القائم على الصلاة هو السبب الرئيسي للتحول بين غالبية المتحولين، مع بعض المراقبين يقدرون أن شفاء شخص أو أحد أفراد أسرته يمثل ما يصل إلى 75% من التحويلات. في كثير من الأحيان، يحدث التحول بين أولئك الذين يصابون بالمرض، ثم يجدون ما يعتبرونه عدم كفاية الدعم من الأسرة أو المعالجين التقليديين، مما أدى بهم إلى اللجوء إلى الكنائس للحصول على الدعم الاجتماعي والشفاء.
المواقف المساواتية نسبياً داخل الكنائس تجاه الطبقة والجنس والعمر هي أيضاً عوامل هامة في التحول إلى المسيحية، في كثير من المناطق معظم المتحولين تأتي من طبقة الداليت والجاناجاتي أو غيرها من الفئات الاجتماعية المستبعدة. وتوفر الكنائس الوعظية للمساواة الطائفية، وفرصاً للقيادة للطبقات المستبعدة، وتسمح بالزواج بين الطبقات، على الرغم من أن هذه الزيجات تقاوم أحياناً من قبل المسيحيين الأكبر سنا. ولدى العديد من الكنائس أغلبية من النساء في تجمعاتها الدينية. ويرتبط هذا بالترويج «الزواج المثالي» في بعض الكنائس، وينطوي ذلك على رفض قوي للعنف العائلي والحظر المرتبط بالكحول الذي غالباً ما يرتبط بهذا العنف، وزيادة مشاركة المرأة في اتخاذ القرارات الزوجية. كما توفر الكنائس فرصاً للقيادة النسائية في الكنائس، وفي بعض الحالات العمل كقساوسة. وهناك نسبة كبيرة من العديد من التجمعات الكنسية لأشخاص تحت سن الثلاثين، مع تواجد هام لبعض المسيحيين الشباب، وكذلك المتعلمين والأكثر تعليماً، الذين يجدون في المسيحية كديانة أكثر 'حديثة' أو 'عقلانية' من الديانات الأخرى. وتقدم زمالات الشباب الدعم الاجتماعي والنفسي، فضلا عن فرص القيادة للمسيحيين الشباب. وحتى عام 1990 كانت معظم الكنائس النيبالية غير طائفية ومستقلة؛ منذ ذلك الحين دخلت العديد من الجماعات الطائفية نيبال، مما أدى إلى القلق بين القادة المسيحيين النيباليين حول الطائفية وتقسيم الكنيسة. كانت هناك ادعاءات بأن الجماعات الطائفية قدمت حوافز مالية لقادة الكنيسة - غالباً في شكل أموال لمباني الكنائس - لتشجيعهم على تغيير الطوائف، وبعض الجماعات التبشيرية الطائفية مارست أساليب تبشيرية والتي أثارت قلقاً اجتماعياً واسع النطاق. ومع ذلك وعلى الرغم من أن بعض الزعماء المسيحيين قد حصلوا مالياً من الجماعات التبشيرية، فقد أظهرت الأبحاث أن غالبية المسيحيين النيباليين لا يحصلون على مكاسب مادية أو مالية سواء قبل أو بعد التحول للمسيحية، وغالبا ما يعانون من خسائر كبيرة نتيجة للنبذ بعد التحول من أسرهم.

### الكاثوليكية

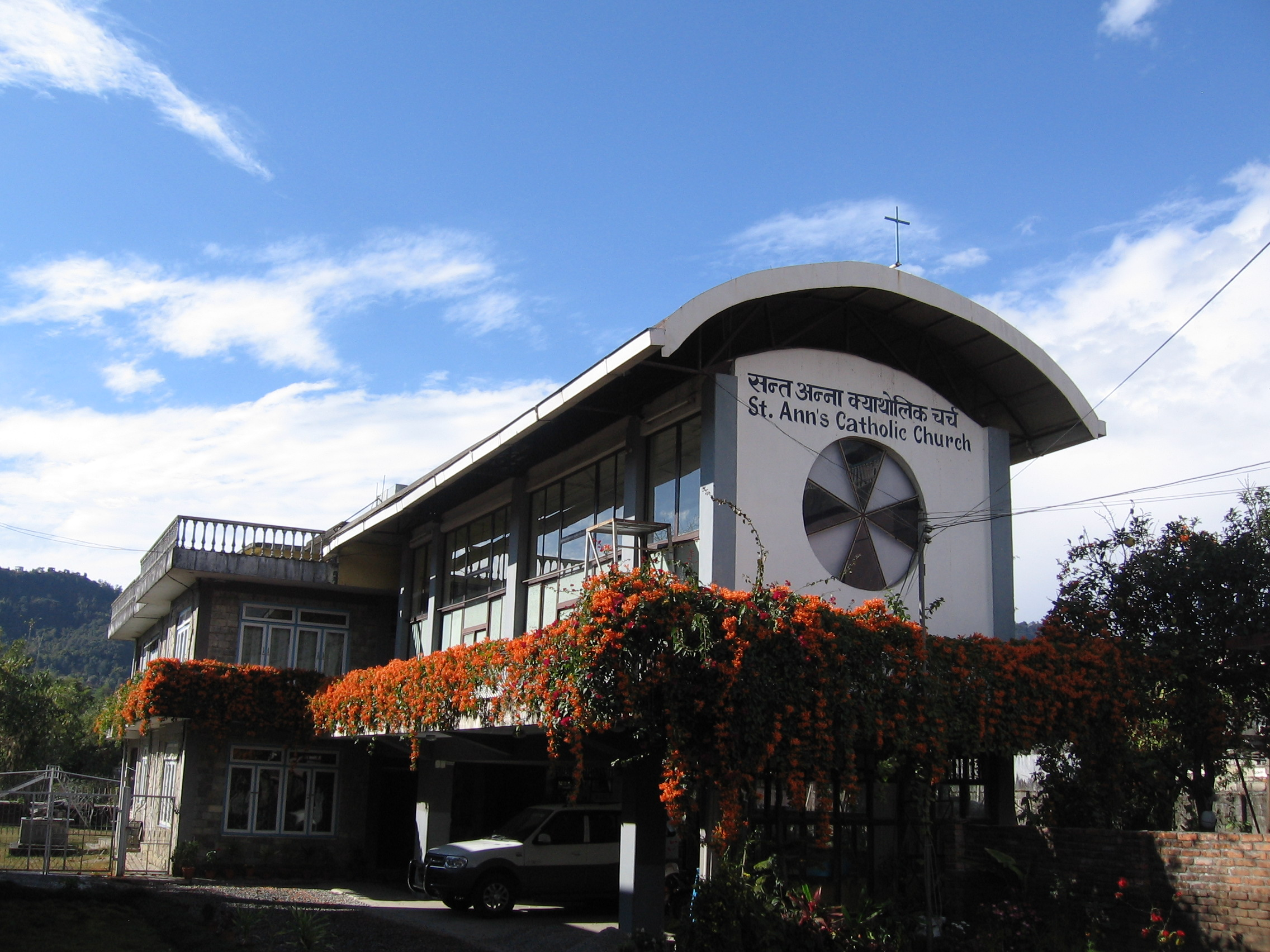
كنيسة القديسة حنة الكاثوليكية في بوخارا.

الكنيسة الكاثوليكية النيباليَّة هي جزء من الكنيسة الكاثوليكية العالمية في ظل القيادة الروحية للبابا في روما؛ واعتباراً من عام 2011 ضمت البلاد أكثر من 10,000 كاثوليكي. نشرت الكاثوليكية لأول مرة في نيبال خلال القرن الثامن عشر، على الرغم من أنه بين عام 1810 إلى عام 1950 لم يُسمح للمبشرين الدخول في مملكة نيبال. منذ عام 1951 تم السماح للمبشرين مرة أخرى، وعلى الرغم من التبشير ظل غير قانوني، والتحول إلى المسيحية ظل غير قانوني حتى عام 1990. في عام 1983 أنشئت بعثة كاثوليكي تغطي نيبال، وفي عام 1996 أصبحت بمثابة محافظة الرسولية. لم يضن الدستور النيبالي عام 1990 الحرية الدينية للمسيحيين، ولكن اعتباراً من مايو عام 2006 أعلنت نيبال كدولة علمانية. ويضمن الدستور المؤقت، الذي وضع في صيغته النهائية في عام 2007، بعض الحرية الدينية ولكنه يحظر على الناس محاولة تحويل الآخرين. في 10 فبراير 2007، رفع بندكت السادس عشر محافظة نيبال إلى رتبة نيابة وعين أنتوني فرانسيس شارما كأول نائب وأول أسقف نيبالي للكنيسة الكاثوليكية. واستجاب الكاثوليك أيضاً لافتتاح نيبال في عام 1951، ولكن النمو العددي للكاثوليك النيباليين كان أبطأ من البروتستانتية. قام الراهب اليسوعي امارشال موران بتأسيس مدرسة القديس كسفاريوس على حافة وادي كاتماندو في عام 1951. وكانت مدرسة القديس كسفاريوس تهتم أساساً بأبناء الطبقات العليا للمجتمع النيبالي، بما في ذلك أفراد العائلة المالكة. وأصبح موران، الذي كان مدير المدرسة شخصية في المجتمع النيبالي خلال عقد 1950. كما قدم المبشرون اليسوعيون مساهمات ملحوظة في المنح الدراسية حول التاريخ والديانات النيبالية. وبسبب موقف أقل انفتاحاً تجاه المتحولين المحتملين، وحقيقة أنهم قد عملوا بشكل رئيسي بين النخبة، نمت الكنيسة الكاثوليكية النيبالية ببطء بالمقارنة مع نمو الكنائس البروتستانتية.

## مواقع خارجية
- National Council of Churches of Nepal
- http://www.grace-christian-church-ministry-of-nepal.com
- http://www.ebenezer.org.np